# 2019冠状病毒病巴哈马疫情
2019冠状病毒病巴哈马疫情，介绍在2019新型冠狀病毒疫情中，在巴哈马发生的情况。

## 时间轴

### 3月
2020年3月15日，巴哈马确诊首例2019冠状病毒病病例，患者为61岁女性，无旅行史，13日因呼吸系统症状入院。
3月18日，新增2例确诊病例，均与首例来自同个家庭。已知这家人到过加拿大、特立尼达和迪拜。
3月19日，报告第4例确诊病例。巴哈马开始实行宵禁（自21时至5时）直至3月31日。
3月24日，报告第5例确诊病例，为大巴哈馬島女性。
3月26日，新增4例确诊病例，累计确诊9例。其中1例曾于13日前往多米尼加，其他3例均无近期旅行史。
3月27日，报告第10例确诊病例，为52岁新普羅維登斯島女性，有美国旅行史。
3月29日，新增4例确诊病例，累计确诊14例。

### 4月
4月1日，新增7例确诊病例，累计确诊21例。报告首例死亡病例。
4月2日，新普罗维登斯岛新增2例，大巴哈馬島新增1例，累计确诊24例。
4月3日，新增确诊0例，新增死亡2例。
4月4日，新增确诊4例，累计确诊28例。新增病例分别为：57岁女性，无旅行史，与两天前确诊、周五死亡的79岁男性有接触；77岁新普罗维登斯岛女性，与同一男性有接触；48岁男性，无旅行史，无接触；51岁女性，无旅行史，无接触。报告第4例死亡病例，为80岁大巴哈馬島男性。
4月5日，报告第29例确诊病例，以及第5例死亡病例。
4月6日，新增确诊4例，累计确诊33例。新增病例分别为54岁和65岁女性及50岁和62岁男性。
4月7日，新增确诊3例，累计确诊36例。新增病例分别为：44岁新普罗维登斯男性，无旅行史；71岁新普罗维登斯女性，无旅行史；41岁新普罗维登斯女性，无旅行史。报告第6例死亡病例，91岁，无旅行史。
4月8日，新增确诊4例，累计确诊40例。
4月9日，报告第41例确诊病例；累计死亡8例。
4月10日，报告第42例确诊病例，53岁男性，无旅行史。
4月11日，新增确诊4例，累计确诊46例。新增病例分别为：大巴哈馬島25岁、58岁男性；新普罗维登斯岛49岁、29岁女性。4人均无旅行史。
4月12日，报告第47例确诊病例，为貓島36岁女性，无旅行史。